# Чемпіонат світу з боротьби 2022
Чемпіонат світу з боротьби 2022 пройшов з  10 по 18 вересня 2022 року в Белграді (Сербія).

## Командний залік
| Місце | Чоловіки, вільний стиль | Чоловіки, вільний стиль | Чоловіки, греко-римська | Чоловіки, греко-римська | Жінки, вільний стиль | Жінки, вільний стиль |
| Місце | Країна                  | Очки                    | Країна                  | Очки                    | Країна               | Очки                 |
| ----- | ----------------------- | ----------------------- | ----------------------- | ----------------------- | -------------------- | -------------------- |
| 1     | США                     | 198                     | Туреччина               | 125                     | Японія               | 190                  |
| 2     | Іран                    | 150                     | Азербайджан             | 118                     | США                  | 157                  |
| 3     | Японія                  | 70                      | Сербія                  | 110                     | КНР                  | 84                   |
| 4     | Монголія                | 68                      | Іран                    | 81                      | Монголія             | 72                   |
| 5     | Грузія                  | 68                      | Киргизстан              | 77                      | Україна              | 68                   |
| 6     | Словаччина              | 55                      | Грузія                  | 76                      | Канада               | 58                   |
| 7     | Туреччина               | 47                      | Угорщина                | 70                      | Молдова              | 50                   |
| 8     | Болгарія                | 42                      | Узбекистан              | 61                      | Польща               | 49                   |
| 9     | Азербайджан             | 40                      | Вірменія                | 58                      | Індія                | 41                   |
| 10    | Індія                   | 37                      | Казахстан               | 51                      | Туреччина            | 39                   |

## Загальний медальний залік
*   Країна-господарка ( Сербія)
| Місце               | Країна              | Золото | Срібло | Бронза | Загалом |
| ------------------- | ------------------- | ------ | ------ | ------ | ------- |
| 1                   | США                 | 7      | 6      | 2      | 15      |
| 2                   | Японія              | 7      | 1      | 5      | 13      |
| 3                   | Туреччина           | 4      | 0      | 3      | 7       |
| 4                   | Сербія              | 4      | 0      | 1      | 5       |
| 5                   | Іран                | 2      | 5      | 3      | 10      |
| 6                   | Киргизстан          | 2      | 0      | 3      | 5       |
| 7                   | Азербайджан         | 1      | 1      | 5      | 7       |
| 8                   | Вірменія            | 1      | 0      | 2      | 3       |
| 9                   | Молдова             | 1      | 0      | 1      | 2       |
| 10                  | Албанія             | 1      | 0      | 0      | 1       |
| 11                  | Монголія            | 0      | 3      | 2      | 5       |
| 12                  | Грузія              | 0      | 2      | 4      | 6       |
| 13                  | Словаччина          | 0      | 2      | 1      | 3       |
| 14                  | Болгарія            | 0      | 2      | 0      | 2       |
| 15                  | Україна             | 0      | 1      | 5      | 6       |
| 16                  | КНР                 | 0      | 1      | 3      | 4       |
| 16                  | Угорщина            | 0      | 1      | 3      | 4       |
| 18                  | Казахстан           | 0      | 1      | 2      | 3       |
| 19                  | Узбекистан          | 0      | 1      | 1      | 2       |
| 20                  | Єгипет              | 0      | 1      | 0      | 1       |
| 20                  | Данія               | 0      | 1      | 0      | 1       |
| 20                  | Норвегія            | 0      | 1      | 0      | 1       |
| 23                  | Польща              | 0      | 0      | 3      | 3       |
| 24                  | Індія               | 0      | 0      | 2      | 2       |
| 24                  | Канада              | 0      | 0      | 2      | 2       |
| 24                  | Румунія             | 0      | 0      | 2      | 2       |
| 27                  | Італія              | 0      | 0      | 1      | 1       |
| 27                  | Греція              | 0      | 0      | 1      | 1       |
| 27                  | Естонія             | 0      | 0      | 1      | 1       |
| 27                  | Литва               | 0      | 0      | 1      | 1       |
| 27                  | Франція             | 0      | 0      | 1      | 1       |
| Загалом (31 збірна) | Загалом (31 збірна) | 30     | 30     | 60     | 120     |

## Медалісти

### Вільна боротьба
| Дисципліна | Золото                  | Срібло                    | Бронза                      |
| ---------- | ----------------------- | ------------------------- | --------------------------- |
| до 57 кг   | Зелімхан Абакаров (ALB) | Томас Гілман (USA)        | Жанданбидин Жанабазар (MGL) |
| до 57 кг   | Зелімхан Абакаров (ALB) | Томас Гілман (USA)        | Стеван Мічич (SRB)          |
| до 61 кг   | Рей Хігуті (JPN)        | Реза Атрі (IRI)           | Арсен Арутюнян (ARM)        |
| до 61 кг   | Рей Хігуті (JPN)        | Реза Атрі (IRI)           | Нармандахин Наранхуу (MGL)  |
| до 65 кг   | Рахман Амузад (IRI)     | Янні Діакоміхаліс (USA)   | Ісмаїл Мусукаєв (HUN)       |
| до 65 кг   | Рахман Амузад (IRI)     | Янні Діакоміхаліс (USA)   | Баджранг Кумар (IND)        |
| до 70 кг   | Таіші Нарікуні (JPN)    | Зейн Резерфорд (USA)      | Ерназар Акматалієв (KGZ)    |
| до 70 кг   | Таіші Нарікуні (JPN)    | Зейн Резерфорд (USA)      | Зураб Якобішвілі (GEO)      |
| до 74 кг   | Кайл Дейк (USA)         | Таймураз Салказанов (SVK) | Юнес Емамі (IRI)            |
| до 74 кг   | Кайл Дейк (USA)         | Таймураз Салказанов (SVK) | Франк Чамісо (ITA)          |
| до 79 кг   | Джордан Берроуз (USA)   | Мохаммад Ноході (IRI)     | Арсалан Будажапов (KGZ)     |
| до 79 кг   | Джордан Берроуз (USA)   | Мохаммад Ноході (IRI)     | Василь Михайлов (UKR)       |
| до 86 кг   | Девід Тейлор (USA)      | Хассан Яздані (IRI)       | Борис Макоєв (SVK)          |
| до 86 кг   | Девід Тейлор (USA)      | Хассан Яздані (IRI)       | Азамат Даулетбеков (KAZ)    |
| до 92 кг   | Камран Гасемпур (IRI)   | Джейден Кокс (USA)        | Міріані Майсурадзе (GEO)    |
| до 92 кг   | Камран Гасемпур (IRI)   | Джейден Кокс (USA)        | Осман Нурмагомедов (AZE)    |
| до 97 кг   | Кайл Снайдер (USA)      | Батирбек Цакулов (SVK)    | Магомедхан Магомедов (AZE)  |
| до 97 кг   | Кайл Снайдер (USA)      | Батирбек Цакулов (SVK)    | Гіві Мачарашвілі (GEO)      |
| до 125 кг  | Таха Акгюль (TUR)       | Лхагвагерел Мунхтур (MGL) | Гено Петріашвілі (GEO)      |
| до 125 кг  | Таха Акгюль (TUR)       | Лхагвагерел Мунхтур (MGL) | Амір Хоссейн Заре (IRI)     |

### Греко-римська боротьба
| Дисципліна | Золото                    | Срібло                       | Бронза                      |
| ---------- | ------------------------- | ---------------------------- | --------------------------- |
| до 55 кг   | Ельденіз Азізлі (AZE)     | Нугзарі Цурцумія (GEO)       | Джасурбек Ортікбоєв (UZB)   |
| до 55 кг   | Ельденіз Азізлі (AZE)     | Нугзарі Цурцумія (GEO)       | Ю Шіотані (JPN)             |
| до 60 кг   | Жоламан Шаршенбеков (KGZ) | Едмонд Назарян (BUL)         | Айдос Султангалі (KAZ)      |
| до 60 кг   | Жоламан Шаршенбеков (KGZ) | Едмонд Назарян (BUL)         | Кен'їтіро Фуміта (JPN)      |
| до 63 кг   | Себастьян Надь (SRB)      | Лері Абуладзе (GEO)          | Туо Ербату (CHN)            |
| до 63 кг   | Себастьян Надь (SRB)      | Лері Абуладзе (GEO)          | Талех Мамедов (AZE)         |
| до 67 кг   | Мате Немеш (SRB)          | Мохаммед Реза Гераеї (IRI)   | Амантур Ісмаїлов (KGZ)      |
| до 67 кг   | Мате Немеш (SRB)          | Мохаммед Реза Гераеї (IRI)   | Хасрат Джафаров (AZE)       |
| до 72 кг   | Алі Арсалан (SRB)         | Ульві Ганізаде (AZE)         | Андрій Кулик (UKR)          |
| до 72 кг   | Алі Арсалан (SRB)         | Ульві Ганізаде (AZE)         | Сельчук Джан (TUR)          |
| до 77 кг   | Акжол Махмудов (KGZ)      | Золтан Левай (HUN)           | Малхас Амоян (ARM)          |
| до 77 кг   | Акжол Махмудов (KGZ)      | Золтан Левай (HUN)           | Юнус Емре Башар (TUR)       |
| до 82 кг   | Бурхан Акбудак (TUR)      | Жалгасбай Бердимуратов (UZB) | Тамаш Левай (HUN)           |
| до 82 кг   | Бурхан Акбудак (TUR)      | Жалгасбай Бердимуратов (UZB) | Ярослав Фільчаков (UKR)     |
| до 87 кг   | Зураб Датунашвілі (SRB)   | Турпал Бісултанов (DEN)      | Давід Лосончі (HUN)         |
| до 87 кг   | Зураб Датунашвілі (SRB)   | Турпал Бісултанов (DEN)      | Алі Ченгіз (TUR)            |
| до 97 кг   | Артур Алексанян (ARM)     | Кіріл Мілов (BUL)            | Мохаммед Хаді Сараві (IRI)  |
| до 97 кг   | Артур Алексанян (ARM)     | Кіріл Мілов (BUL)            | Аріф Ніфтуллаєв (AZE)       |
| до 130 кг  | Риза Каяалп (TUR)         | Амін Мірзазаде (IRI)         | Мантас Кністаутас (LTU)     |
| до 130 кг  | Риза Каяалп (TUR)         | Амін Мірзазаде (IRI)         | Алін Алексус-Чіураріу (ROU) |

### Жіноча боротьба
| Дисципліна | Золото                 | Срібло                       | Бронза                  |
| ---------- | ---------------------- | ---------------------------- | ----------------------- |
| до 50 кг   | Юї Сусакі (JPN)        | Долгорявин Отгонжаргал (MGL) | Сара Гільдебрандт (USA) |
| до 50 кг   | Юї Сусакі (JPN)        | Долгорявин Отгонжаргал (MGL) | Анна Лукасяк (POL)      |
| до 53 кг   | Домінік Перріш (USA)   | Батхуягійн Хулан (MGL)       | Вінеш Фогат (IND)       |
| до 53 кг   | Домінік Перріш (USA)   | Батхуягійн Хулан (MGL)       | Марія Преволаракі (GRE) |
| до 55 кг   | Маю Мукайда (JPN)      | Олександра Хоменець (UKR)    | Сє Мен'ю (CHN)          |
| до 55 кг   | Маю Мукайда (JPN)      | Олександра Хоменець (UKR)    | Карла Годінес (CAN)     |
| до 57 кг   | Цугумі Сакурай (JPN)   | Гелен Маруліс (USA)          | Ангеліна Лисак (POL)    |
| до 57 кг   | Цугумі Сакурай (JPN)   | Гелен Маруліс (USA)          | Аліна Грушина (UKR)     |
| до 59 кг   | Анастасія Нікіта (MDA) | Грейс Буллен (NOR)           | Йовіта Вжесєнь (POL)    |
| до 59 кг   | Анастасія Нікіта (MDA) | Грейс Буллен (NOR)           | Сакура Мотокі (JPN)     |
| до 62 кг   | Нонока Озакі (JPN)     | Кайла Міракл (USA)           | Ілона Прокоревнюк (UKR) |
| до 62 кг   | Нонока Озакі (JPN)     | Кайла Міракл (USA)           | Ло Сяоцзюань (CHN)      |
| до 65 кг   | Міва Морікава (JPN)    | Цзя Лун (CHN)                | Меллорі Вельте (USA)    |
| до 65 кг   | Міва Морікава (JPN)    | Цзя Лун (CHN)                | Кумба Ларрок (FRA)      |
| до 68 кг   | Таміра Менса (USA)     | Амі Ішії (JPN)               | Лінда Мораїс (CAN)      |
| до 68 кг   | Таміра Менса (USA)     | Амі Ішії (JPN)               | Ірина Рінгач (MDA)      |
| до 72 кг   | Аміт Елор (USA)        | Жаміля Бакбергенова (KAZ)    | Александра Ангел (ROU)  |
| до 72 кг   | Аміт Елор (USA)        | Жаміля Бакбергенова (KAZ)    | Масако Фуруїті (JPN)    |
| до 76 кг   | Ясемін Адар (TUR)      | Самар Амер Хамза (EGY)       | Юка Кагамі (JPN)        |
| до 76 кг   | Ясемін Адар (TUR)      | Самар Амер Хамза (EGY)       | Епп Мяе (EST)           |

## Виступ українських спортсменів

### Вільна боротьба
| Спортсмен                               | Вагова категорія | Раунд 1/32                         | Раунд 1/16                           | Раунд 1/8                              | Чвертьфінал                              | Півфінал Втішний поєдинок         | Фінал Третє місце                      | Фінал Третє місце |
| Спортсмен                               | Вагова категорія | Суперник Результат                 | Суперник Результат                   | Суперник Результат                     | Суперник Результат                       | Суперник Результат                | Суперник Результат                     | Місце             |
| --------------------------------------- | ---------------- | ---------------------------------- | ------------------------------------ | -------------------------------------- | ---------------------------------------- | --------------------------------- | -------------------------------------- | ----------------- |
| Каміль Керимов Харківська область       | до 57 кг         | Н/Д                                | Тосіхіро Хасегава (JPN) Поразка 9-16 | Завершив виступ                        | Завершив виступ                          | Завершив виступ                   | Завершив виступ                        | 17                |
| Андрій Джелеп Івано-Франківська область | до 61 кг         | Н/Д                                | Сет Гросс (USA) Поразка 2-13         | Завершив виступ                        | Завершив виступ                          | Завершив виступ                   | Завершив виступ                        | 20                |
| Ерік Арушанян Херсонська область        | до 65 кг         | Н/Д                                | Каікі Ямагучі (JPN) Поразка 2-12     | Завершив виступ                        | Завершив виступ                          | Завершив виступ                   | Завершив виступ                        | 22                |
| Олексій Борута Київська область         | до 70 кг         | Н/Д                                | Джон Йон Сеок (KOR) Поразка 4-7      | Завершив виступ                        | Завершив виступ                          | Завершив виступ                   | Завершив виступ                        | 20                |
| Зелімхан Тогузов Київ                   | до 74 кг         | Франклін Марен (CUB) Перемога 12-2 | Дієго Сандоваль (MEX) Поразка 3-8    | Завершив виступ                        | Завершив виступ                          | Завершив виступ                   | Завершив виступ                        | 12                |
| Василь Михайлов Одеська область         | до 79 кг         | Н/Д                                | Болат Сакаєв (KAZ) Перемога 6-4      | Ашраф Ашіров (AZE) Перемога 7-1        | Георгіос Кугіумцідіс (GRE) Перемога 10-0 | Мохаммад Ноході (IRI) Поразка 4-5 | Бекзод Абдурахмонов (UZB) Перемога 5-3 | 3                 |
| Хасан Закарієв Одеська область          | до 86 кг         | Н/Д                                | Абубакр Абакаров (AZE) Поразка 4-5   | Завершив виступ                        | Завершив виступ                          | Завершив виступ                   | Завершив виступ                        | 21                |
| Ілля Арчая Сумська область              | до 92 кг         | Н/Д                                | Йоганнес Майєр (GER) Перемога 13-0   | Аділет Давлумбаєв (KAZ) Поразка 4-5    | Завершив виступ                          | Завершив виступ                   | Завершив виступ                        | 8                 |
| Магомед Закарієв Одеська область        | до 97 кг         | Н/Д                                | Н/Д                                  | Шамхан Джабраїлов (MDA) Перемога 4-1   | Мохаммад Хусейн (IRI) Поразка 5-8        | Завершив виступ                   | Завершив виступ                        | 7                 |
| Олександр Хоцянівський Донецька область | до 125 кг        | Н/Д                                | Джун Єй Гйон (KOR) Перемога 10-0     | Геннадій Чудинович (GER) Перемога 11-2 | Амір Хоссейн Заре (IRI) Поразка 0-10     | Завершив виступ                   | Завершив виступ                        | 8                 |

### Греко-римська боротьба
| Спортсмен                             | Вагова категорія | Раунд 1/16                            | Раунд 1/8                          | Чвертьфінал Втішний поєдинок       | Півфінал Втішний поєдинок               | Фінал Третє місце                 | Фінал Третє місце |
| Спортсмен                             | Вагова категорія | Суперник Результат                    | Суперник Результат                 | Суперник Результат                 | Суперник Результат                      | Суперник Результат                | Місце             |
| ------------------------------------- | ---------------- | ------------------------------------- | ---------------------------------- | ---------------------------------- | --------------------------------------- | --------------------------------- | ----------------- |
| Корюн Саградян Вінницька область      | до 55 кг         | Н/Д                                   | Ю Шіотані (JPN) Поразка 0-9        | Завершив виступ                    | Завершив виступ                         | Завершив виступ                   | 16                |
| Віктор Петрик Київська область        | до 60 кг         | Раббі Кіланді (COD) Поразка 9-11      | Завершив виступ                    | Завершив виступ                    | Завершив виступ                         | Завершив виступ                   | 18                |
| Олександр Грушин Київська область     | до 63 кг         | Луїс Орта (CUB) Поразка 0-10          | Завершив виступ                    | Завершив виступ                    | Завершив виступ                         | Завершив виступ                   | 30                |
| Правіз Насібов Запорізька область     | до 67 кг         | Славік Галстян (ARM) Перемога 7-7     | Алехандро Санчо (USA) Перемога 5-0 | Джоні Хетсуріані (GEO) Поразка 0-7 | Завершив виступ                         | Завершив виступ                   | 10                |
| Андрій Кулик Харківська область       | до 72 кг         | Алі Арслан (SRB) Поразка 2-11         | Н/Д                                | Роберт Фріч (HUN) Перемога 10-4    | Кріступас Шлейва (LTU) Перемога 8-0     | Ібрагім Ганем (FRA) Перемога 4-3  | 3                 |
| Ясаф Зейналов Харківська область      | до 77 кг         | Роган Каліч (AUS) Перемога 8-0        | Віктор Немеш (SRB) Поразка 2-6     | Завершив виступ                    | Завершив виступ                         | Завершив виступ                   | 10                |
| Ярослав Фільчаков Харківська область  | до 82 кг         | Деніс Горват (SVK) Перемога 9-0       | Сінг Харпріт (IND) Перемога 3-1    | Педжман Поштам (IRI) Перемога 5-2  | Бурхан Акбудак (TUR) Поразка 1-5        | Гела Болквадзе (GEO) Перемога 3-1 | 3                 |
| Андрій Антонюк Тернопільська область  | до 87 кг         | Роберт Кобліашвілі (GEO) Перемога 4-2 | Алі Ченгіз (TUR) Поразка 1-3       | Завершив виступ                    | Завершив виступ                         | Завершив виступ                   | 13                |
| Владлен Козлюк Одеська область        | до 97 кг         | Брекстон Амос (USA) Поразка 6-12      | Завершив виступ                    | Завершив виступ                    | Завершив виступ                         | Завершив виступ                   | 17                |
| Олександр Чернецький Донецька область | до 130 кг        | Мен Ліньдже (CHN) Перемога 5-0        | Риза Каяалп (TUR) Поразка 1-5      | Н/Д                                | Алін Алексус-Чіураріу (ROU) Поразка 3-5 | Завершив виступ                   | 11                |

### Жіноча боротьба
| Спортсмен                                  | Вагова категорія | Раунд 1/16                             | Раунд 1/8                             | Чвертьфінал                          | Півфінал Втішний поєдинок                 | Фінал Третє місце                     | Фінал Третє місце |
| Спортсмен                                  | Вагова категорія | Суперник Результат                     | Суперник Результат                    | Суперник Результат                   | Суперник Результат                        | Суперник Результат                    | Місце             |
| ------------------------------------------ | ---------------- | -------------------------------------- | ------------------------------------- | ------------------------------------ | ----------------------------------------- | ------------------------------------- | ----------------- |
| Оксана Лівач Львівська область             | до 50 кг         | Н/Д                                    | Патрісія Бермудес (ARG) Перемога 10-0 | Сара Гільдебрандт (USA) Поразка 0-11 | Завершила виступ                          | Завершила виступ                      | 9                 |
| Лілія Маланчук Київська область            | до 53 кг         | Лаура Ерін Авіла (CUB) Поразка 0-10    | Завершила виступ                      | Завершила виступ                     | Завершила виступ                          | Завершила виступ                      | 23                |
| Олександра Хоменець Львівська область      | до 55 кг         | Н/Д                                    | Маріанна Драгутан (MDA) Перемога 13-8 | Сушма Шокен (IND) Перемога 10-5      | Карла Годінез Гонсалес (CAN) Перемога 5-3 | Маю Мукайда (JPN) Поразка 0-10        | 2                 |
| Аліна Грушина Київська область             | до 57 кг         | Н/Д                                    | Фень Йонгсінь (CHN) Перемога 7F-0     | Цугумі Сакурай (JPN) Поразка 2-2     | Евеліна Ніколова (BUL) Перемога 10-0      | Жала Алієва (AZE) Перемога 10-0       | 3                 |
| Соломія Винник Чернівецька область         | до 59 кг         | Н/Д                                    | Мансі Мансі (IND) Поразка 5-8         | Завершила виступ                     | Завершила виступ                          | Завершила виступ                      | 8                 |
| Ілона Прокоревнюк Дніпропетровська область | до 62 кг         | Н/Д                                    | Ягмур Чакмак (TUR) Перемога 4F-0      | Нонока Озакі (JPN) Поразка 0-10      | Анна Хелла Шель (HUN) Перемога 4F-0       | Айсуллу Тинибекова (KGZ) Перемога 8-7 | 3                 |
| Тетяна Ріжко Херсонська область            | до 65 кг         | Н/Д                                    | Дінора Рустамова (UZB) Перемога 10-0  | Мімі Христова (BUL) Поразка 8-12     | Завершила виступ                          | Завершила виступ                      | 7                 |
| Алла Белінська Херсонська область          | до 68 кг         | Мадіна Бакбергенова (KAZ) Перемога 5-2 | Таміра Менса (USA) Поразка 0-10F      | Н/Д                                  | Чжоу Фен (CHN) Поразка 0-10               | Завершила виступ                      | 11                |
| Анастасія Алпєєва Волинська область        | до 72 кг         | Н/Д                                    | Аміт Елор (USA) Поразка 0-10          | Н/Д                                  | Бусе Тосун (TUR) Поразка 1-10             | Завершила виступ                      | 12                |
| Анастасія Шустова Львівська область        | до 76 кг         | Н/Д                                    | Мілайміс Потрілль (CUB) Перемога 11-0 | Епп Мяе (EST) Поразка 3-5            | Завершила виступ                          | Завершила виступ                      | 12                |